# Limfocyty B

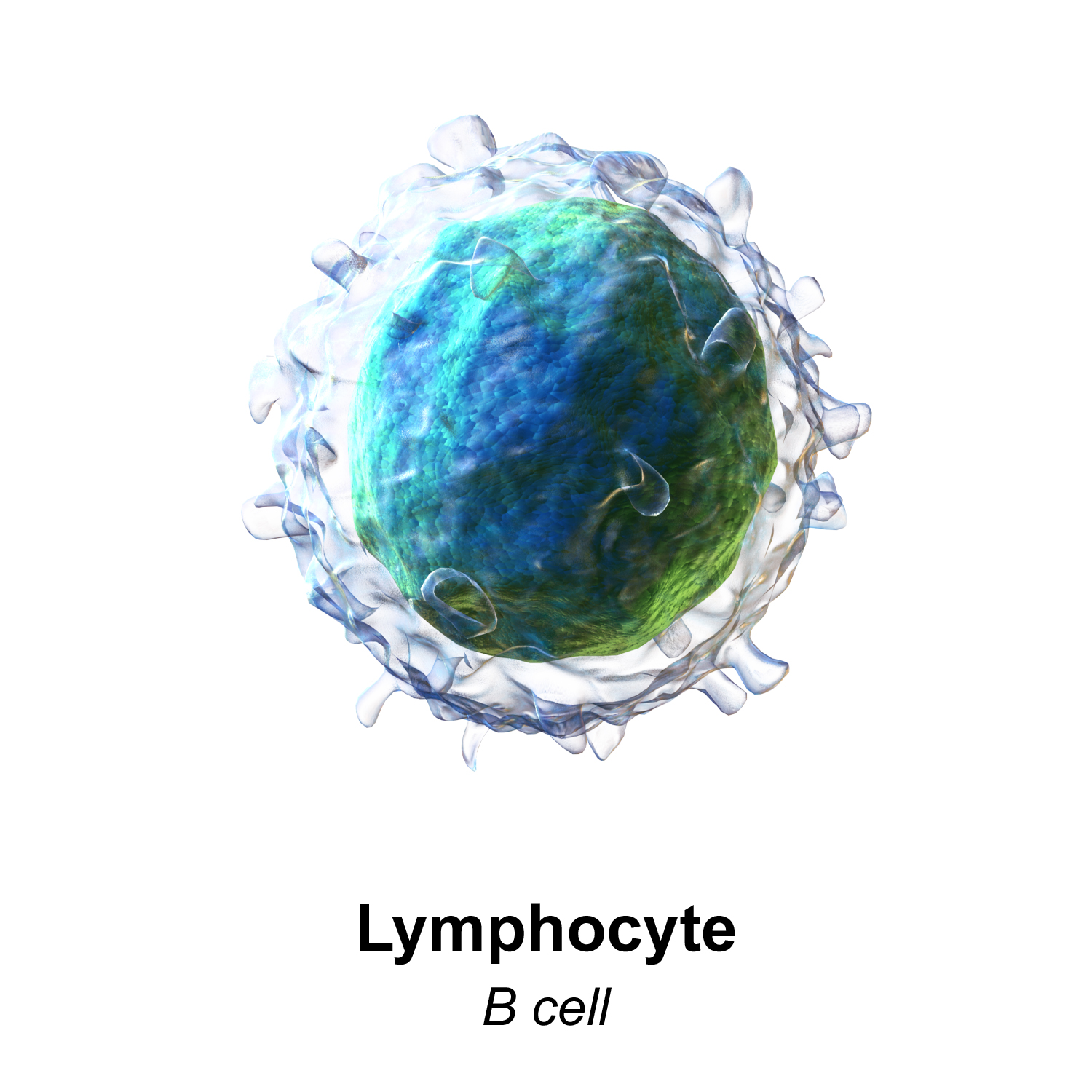
Trójwymiarowy obraz limfocytu B

Limfocyty B (B od łac. bursa Fabricii, czyli torebka Fabrycjusza), limfocyty szpikozależne – komórki układu odpornościowego odpowiedzialne za humoralną odpowiedź odpornościową, czyli wytwarzanie przeciwciał. Limfocyty B powstają w szpiku kostnym, a w przebiegu odpowiedzi immunologicznej różnicują się w obwodowych narządach limfatycznych w komórki plazmatyczne i komórki pamięci. Stężenie limfocytów B we krwi obwodowej wynosi 0,06–0,66 × 109 komórek na litr.
Charakteryzują się obecnością na powierzchni swoistych receptorów, cząsteczek głównego układu zgodności tkankowej klasy I i klasy II oraz następujących cząsteczek różnicujących: CD19, CD20, CD21, CD22, CD32, CD35, CD40, CD72, CD80, CD86.

## Podstawowe funkcje
Do podstawowych funkcji limfocytów B należą:
- produkcja przeciwciał
- swoiste rozpoznanie antygenu bez udziału głównego układu zgodności tkankowej
- prezentacja antygenu
- produkcja cytokin
- regulacja aktywacji, różnicowania i funkcji komórek dendrytycznych oraz limfocytów T

## Klasyfikacja i właściwości subpopulacji
Limfocyty B oraz komórki w które limfocyty się różnicują można sklasyfikować w następujący sposób:
- konwencjonalne limfocyty B2
  - subpopulacja liczebnie dominująca
  - odpowiedzialne za odpowiedź pierwotną oraz odpowiedź wtórną
  - wysoki poziom wydzielanych przeciwciał IgM i IgG
- limfocyty B1
  - 20% limfocytów krwi obwodowej
  - dominują w okresie płodowym
  - stanowią pierwszą linię obrony przeciwbakteryjnej
  - lokalizują się w obrębie błon śluzowych
  - osiągają niski poziom wydzielanych przeciwciał – wydzielają głównie IgD
  - wytwarzają przeciwciała o szerokiej swoistości (głównie IgM)
  - produkują autoprzeciwciała
  - charakteryzują się odpowiedzią na antygeny grasiczoniezależne
  - nie różnicują się w komórki pamięci immunologicznej
- komórki plazmatyczne
  - nie posiadają CD20
  - odpowiedź limfocytów krótko żyjących, które znajdują się w narządach limfatycznych, może być zależna od limfocytów T
  - odpowiedź limfocytów długo żyjących, które lokalizują się w szpiku, nie jest zależna od limfocytów T
- komórki pamięci
  - limfocyty długo żyjące
  - posiadają niski próg aktywacji
  - charakteryzują się możliwością szybkiej odpowiedzi wtórnej

## Powstawanie
Wczesny etap powstawania limfocytów B zachodzi w szpiku kostnym oraz wątrobie płodowej. Szlakiem hematopoezy z macierzystej komórki hematopoezy rozwija się wspólna progenitorowa komórka limfopoezy, która różnicuje się w kierunku limfocytu pre-pro-B.

## Dojrzewanie
Podczas dojrzewania każda komórka pre-pro-B różnicuje się kolejno w limfocyt pro-B, pre-B, niedojrzały limfocyt B oraz dojrzały limfocyt B. Zanim jednak dojrzały limfocyt będzie mógł uczestniczyć w odpowiedzi immunologicznej, musi nastąpić wytworzenie jak największej liczby kombinacji struktury receptora limfocytu B (BCR). Tylko dzięki temu receptor, będący zakotwiczonym w błonie przeciwciałem, będzie mógł rozpoznawać antygeny, z którymi nigdy wcześniej nie miał styczności, a mimo to udało mu się wytworzyć odpowiednio reagujący receptor. Ponadto każda komórka musi zostać sprawdzona pod względem prawidłowej budowy (selekcja pozytywna) oraz braku możliwości rozpoznawania antygenów własnego organizmu jako obcych (selekcja negatywna). Poza etapami różnicowania komórki wyróżnia się następujące fazy dojrzewania:
1. ekspresja genów dla RAG1 i RAG2
2. rearanżacja genów VDJ dla łańcuchów Igα i Igβ receptora BCR
3. rearanżacja genów VDJ dla łańcucha ciężkiego μHC receptora BCR
4. wyłączenie alleliczne – następuje przerwanie procesu rearanżacji genów VDJ na skutek zahamowania ekspresji RAG1 i RAG2
5. selekcja pozytywna – następuje sprawdzenie, czy doszło do prawidłowej rearanżacji genów kodujących pre-BCR i łańcuch ciężki μHC. Jeżeli doszło do nieprawidłowego wykształcenia łańcucha μHC, komórka ulega apoptozie.
6. selekcja negatywna – dochodzi do apoptozy limfocytów które rozpoznały antygeny własnego organizmu jako obce
7. proliferacja limfocytów.

### Limfocyt pre-pro-B
Komórka ta posiada czynnik transkrypcyjny Pax5 oraz rozpoczyna się ekspresję genów RAG1, RAG2 oraz transferazy nukleotydów końcowych (TdT). Na powierzchni limfocytów pre-pro-B obecne są również cząsteczki CD10 i CD34.

### Limfocyt pro-B
Następnie dochodzi do rearanżacji genów VDJ dla BCR. Początkowo rearanżacja dotyczy genów dla łańcuchów Igα i Igβ receptora, następnie pod wpływem IL-7 oraz Pax5 następuje rearanżacja genów dla łańcucha ciężkiego μHC. W tym procesie uczestniczą również białka RAG1, RAG2 oraz TdT, które kontrolują zachodzące reakcje. Pod koniec procesu na powierzchni komórki pojawia się cząsteczka CD19.

### Limfocyt pre-B
Limfocyt pre-B posiada już na błonie komórkowej wykształcony łańcuch ciężki μHC dla BCR. Populacja komórek pre-B dzieli się na komórki pre-BI i pre-BII, które różnią się od siebie odmiennymi właściwościami biologicznymi przy obecności identycznych markerów powierzchniowych.

#### Limfocyt pre-BI
W komórkach pre-BI pojawia się receptor pre-BCR, który jest zbudowany z łańcucha ciężkiego μHC oraz rozwijającego się zastępczego łańcucha lekkiego – łańcucha pseudo-L (φL). Pojawienie się tego receptora jest sygnałem do wstrzymania rearanżacji genów immunoglobulinowych. Z powierzchni komórki znika CD34. Dochodzi również do wyłączenia allelicznego, selekcji pozytywnej i selekcji negatywnej. Na tym etapie dochodzi również do proliferacji i namnażania komórek.

#### Limfocyt pre-BII
Są to komórki bez zdolności do podziału i proliferacji. W populacji limfocytów pre-BII rozpoczyna się rearanżacja genów dla łańcucha lekkiego κ oraz λ.

### Niedojrzały limfocyt B
Na powierzchni niedojrzałego limfocytu B są obecne pełnowartościowe receptory BCR w klasie IgM. Składają się one z łańcuchów ciężkich μ i δ oraz normalnych łańcuchów lekkich. Z powierzchni komórki powoli zanika cząsteczka CD10. Powstałe w ten sposób niedojrzałe limfocyty mogą opuszczać szpik, przedostawać się do krwiobiegu i przemieszczać się do obwodowych narządów limfatycznych. W wyniku aktywacji antygenem limfocyt może przystąpić do uwalniania przeciwciał IgM.

### Dojrzały limfocyt B
Oprócz BCR IgM na powierzchni komórki pojawia się również BCR IgD, a wraz z nim cząsteczki CD21 i CD22.

## Aktywacja
Aby limfocyt B mógł spełnić swoją funkcję, musi zostać aktywowany. Do rozpoczęcia tego procesu niezbędne jest rozpoznanie antygenu przez kompleks BCR – wówczas następuje przekazanie sygnału do wnętrza komórki. BCR na powierzchni niepobudzonego limfocytu występuje głównie w postaci monomerów i oligomerów. W przypadku oligomerycznej formy receptora motywy ITAM, niezbędne do aktywacji komórki, pozostają ukryte. Po związaniu antygenu dochodzi do ich odsłonięcia i uruchomienia szlaków przekazywania sygnału we wnętrzu komórki. W dalszej kolejności może nastąpić utworzenie agregatów BCR i antygenu, wzmacniających aktywację limfocytu B.

### Przekazanie sygnału do wnętrza komórki
We wczesnym etapie przekazania sygnału dochodzi do aktywacji kinaz tyrozynowych. Aktywacja kinaz Src-podobnych powoduje fosforylację tyrozyn w obrębie sekwencji ITAM oraz fragmentów receptora Igα i Igβ. Do ufosforylowanych cząsteczek ITAM przyłączają się kolejne białka z różnych szlaków biorące udział w przekazywaniu sygnału do wnętrza komórki.

### Udział cząsteczek powierzchniowych
Ostateczny efekt działania na receptor jest regulowany przez wiele cząsteczek powierzchniowych. Do najważniejszych cząsteczek kostymulujących należą CD40, kompleks CD19/CD21/CD81, cząsteczka CD22 oraz ostatecznie FcγRIIB która posiada działanie supresyjne. Na tym etapie limfocyt B łączy się z limfocytem Th. Cząsteczki kostymulujące pozwalają na wytworzenie synapsy immunologicznej i współpracy obu komórek. Wówczas, oprócz wydzielania dużej ilości cytokin, może dojść do prezentacji antygenu limfocytowi T. Wtedy pobudzony limfocyt T dodatkowo stymuluje komórkę do aktywacji lub wydzielania przeciwciał.

## Wytwarzanie przeciwciał
Główną funkcją limfocytów B jest wytwarzanie przeciwciał, co jest kluczowym elementem humoralnej odpowiedzi odpornościowej. Receptor powierzchniowy dojrzałego limfocytu B jest zakotwiczonym w błonie komórki przeciwciałem zdolnym do rozpoznania antygenu. Liczba możliwych kombinacji struktury przeciwciała jest ogromna, co umożliwia rozpoznawanie przez receptor antygenów, z którymi nigdy wcześniej komórka nie miała styczności.
Rozpoznany już obcy antygen uruchamia całą kaskadę reakcji, których wynikiem jest produkcja przez limfocyt tego samego przeciwciała, które jako BCR rozpoznało antygen. Powielenie przeciwciała pozwala na skuteczną eliminację antygenu oraz pomoc innych komórek odpowiedzi odpornościowej. Ponadto dzięki zmienności kombinacyjnej genów, zmienności na złączach oraz mutacji somatycznych mRNA kodujących konformację przeciwciała, dochodzi do syntezowania przeciwciał o zmienionej budowie. Pozwala to organizmowi na coraz skuteczniejszą odpowiedź immunologiczną po kontakcie z obcym antygenem. Wówczas zostają syntezowane przeciwciała które zarówno będą bezużyteczne, jak i takie, które będą posiadały coraz większe powinowactwo do antygenu. Nie uwzględniając możliwości mutacji, rzeczywista liczba powstałych wariantów przeciwciał wynosi 107 – 108 kombinacji.

### Wytwarzanie IgM i IgD
Pierwsze przeciwciała wytwarzane przez limfocyty B w trakcie rozwoju osobniczego należą do klasy IgM. Wytwarzane są one w postaci rozpuszczalnej, bądź jako receptory BCR związane z błoną limfocytu. Wkrótce po przeciwciałach klasy IgM limfocyt zaczyna wytwarzać przeciwciała IgD o identycznej swoistości. Przeciwciała mają więc różne części stałe łańcuchów ciężkich, z zachowaniem tych samych części zmiennych. Zachowanie podobieństwa mimo innej klasy immunoglobulin jest możliwe poprzez alternatywne składanie pierwotnego transkryptu obejmującego segmenty VDJ, μ i δ. Proces ten możliwy jest dzięki odpowiedniemu ułożeniu genów dla łańcuchów ciężkich oraz segmentów VDJ w genomie.

### Zmiana klas przeciwciał
Zmiana klas syntezowanych przeciwciał na inną niż IgM i IgD jest możliwa wówczas, gdy limfocyt rozpozna swoisty antygen. Do zainicjowania tego procesu limfocytowi B konieczna jest pomoc limfocytu Th. W pierwszym etapie limfocyt B prezentuje limfocytowi Th antygen który rozpoznał. Następnie dochodzi do połączenia dwóch komórek, dzięki cząsteczkom CD40 i B7 na limfocycie B oraz, odpowiednio, CD154 (ligand dla CD40) i CD28. Następuje wytworzenie synapsy immunologicznej. W wyniku tego połączenia oraz wydzielanych przez limfocyt Th cytokin (np. IL-4), komórka przekazuje limfocytowi B bodziec do zmiany klasy przeciwciał na IgG, IgA lub IgE.

## Niedobory odporności
Wyróżnia się następujące pierwotne niedobory odporności z zaburzeniem wytwarzania przeciwciał związane z defektem lub brakiem limfocytów B:
- agammaglobulinemia Brutona
- pospolity zmienny niedobór odporności – CVID
- izolowany niedobór IgA
- zespół Hioba
- selektywny niedobór podklas IgG
- przemijająca hipogammaglobulinemia niemowląt
- zespół hiper-IgM.